# Stråkharpa

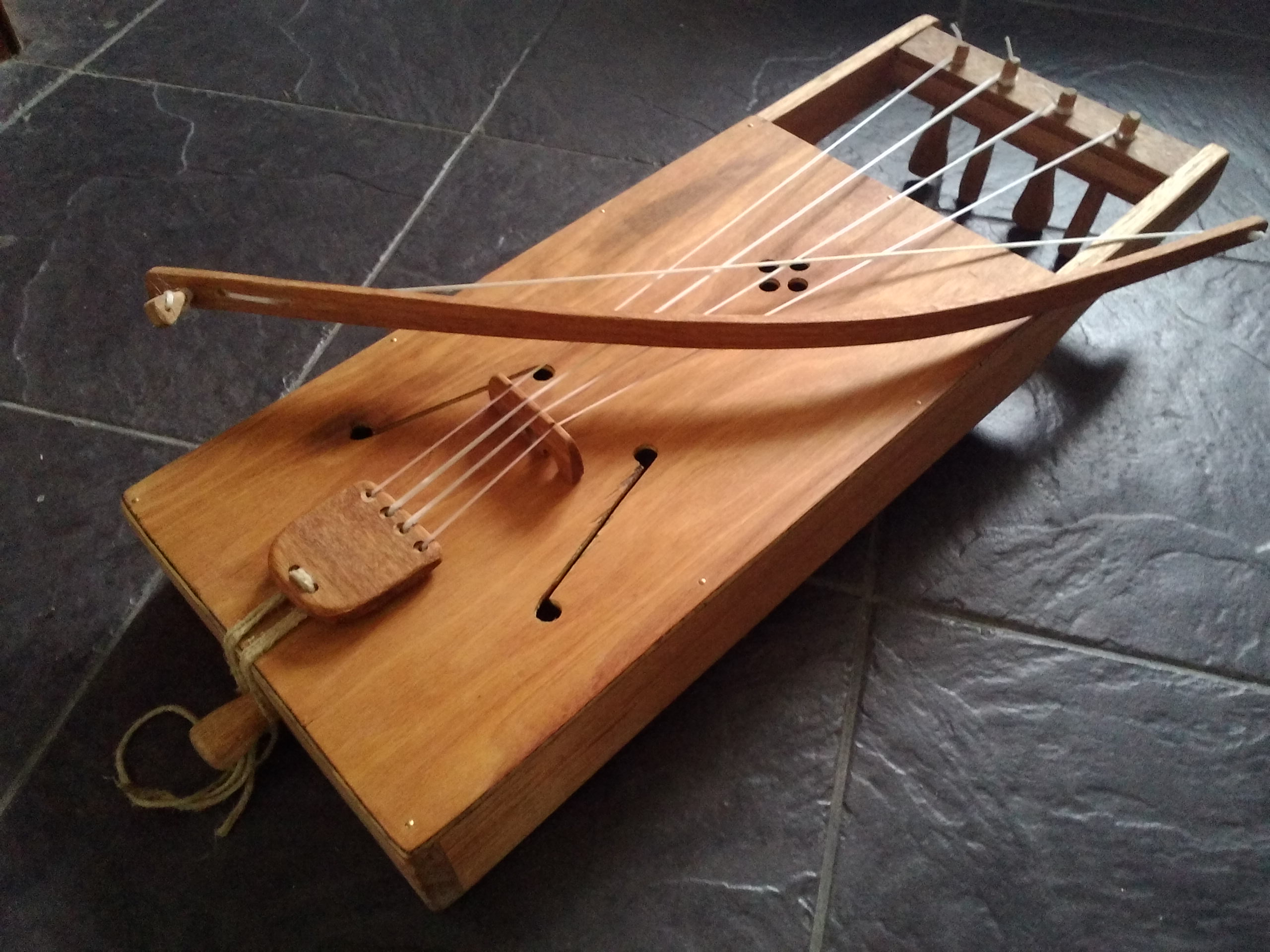
Estisk stråkharpa med fyra strängar.

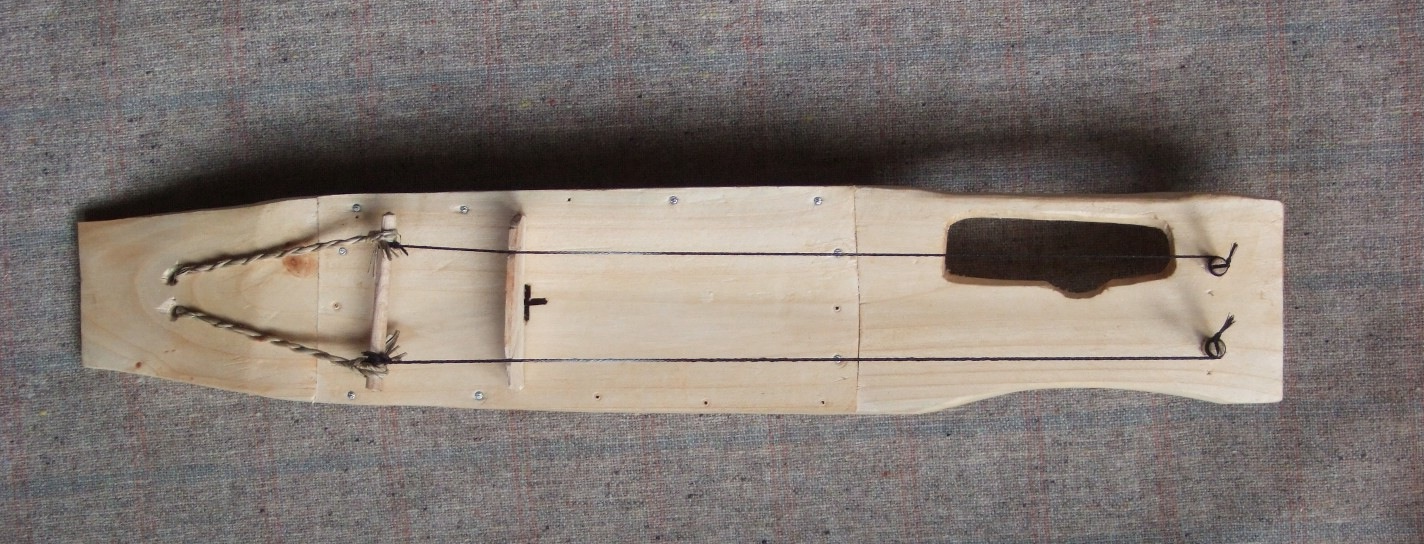
Replik av finsk stråkharpa från 1800-talet.

Stråkharpa, stråklyra, tagelharpa eller talharpa med flera (finska: jouhikko, ”tagelram”, estniska: Hiiu kannel, ”dagöharpa”) är ett nordiskt stråkinstrument, en lyra med 2-4 strängar med varierande form och resonanslåda, traditionellt känt från Karelen och hos svensktalande i Estland med anor i germanska lyror under det första årtusendet, såsom den walesiska chrottan, fast utan greppbräda.

## Historia

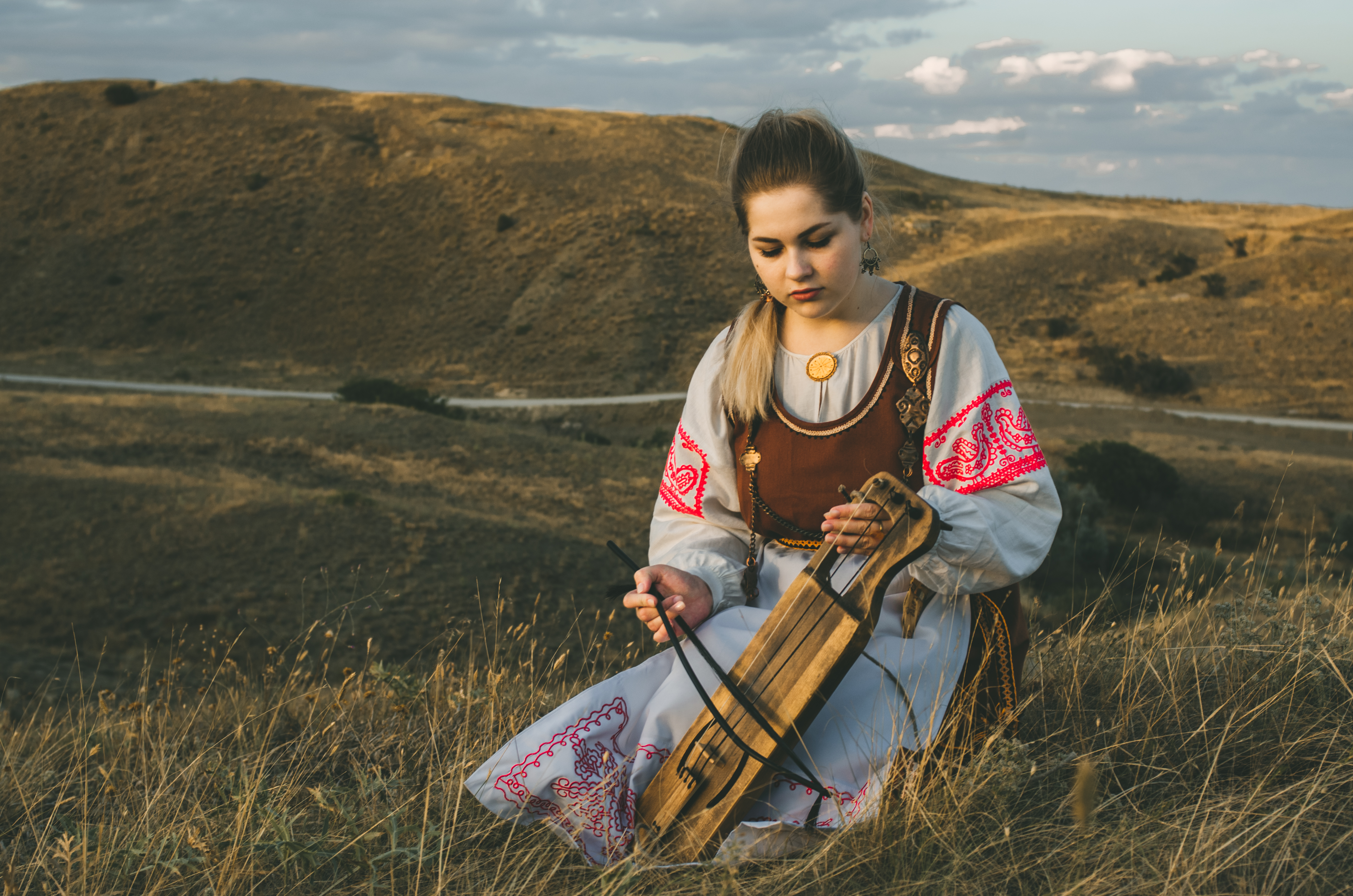
Finsk stråkharpespelerska.

Ursprungligen ett knäppinstrument; lyror med tagel som strängar fanns i Norden redan under vikingatiden (fornnordiska: harpa, ”knäppinstrument”). Fynd av instrumentet har främst gjorts i Norden, bland annat på Ormsö.
Stråken antas ha introducerats under medeltiden, bildande ”stråkharpan”, men ingen vet egentligen när. I den norska kyrkan Nidarosdomen finns en stenfigur på en stråkharpespelare. Av detta kan man döma att instrumentet i alla fall funnits sedan 1300-talet. Snarlik utveckling gjordes även i resterande Europa, såsom den walesiska chrottan, som också gick från knäpp- till stråkinstrument under medeltiden.

### Finland och Estland
I Skandinavien introducerades sedermera mer moderna instrument såsom fiolen och den med fäste i Uppland vidareutvecklade nyckelharpan men stråkharpan levde kvar i Estlands svenskbygder till in på 1900-talet och i Finland inte fullt så länge.
På estniska kallas instrumentet hiiu kannel (”dagö-kantele” eller ”dagöharpa”), hiiurootsi kannel (”dagösvensk harpa”), rootsi kannel eller rootsikannel (”svenskharpa”), vibukannel (”bågharpa/stråkharpa”), kiigekannel (oklar betydelse).
På finska kallas den finska: jouhikko (”tagelram”), jouhikannel eller jouhikantele (”tagel-kantele”).

### Nyfunnen populäritet

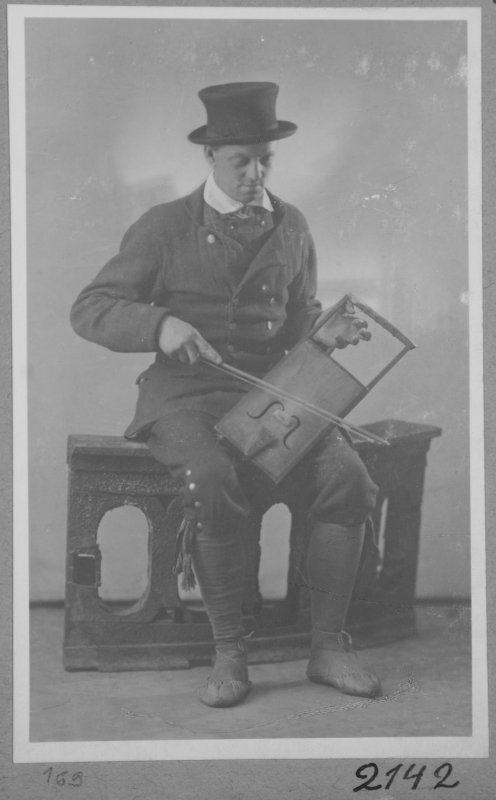
Stråkharpespelare 1920.

Stråkharpan är ett instrument som har haft svårt att hänga med fram till nutid och den har varit på väg att glömmas bort. Det fick en mindre renässans under 1970-talets folkmusikvåg.
Några personer som verkat för dess återupplivande är bland annat Otto Andersson som skrev en hel bok om instrumentet på 1920-talet och instrumentmakaren och spelmannen Styrbjörn Bergelt, en musiker som lärde sig bygga instrumentet samt traktera det. Han har gjort en del inspelningar med stråkharpa varav den mest kända är LP:n "Tagelharpa och videflöjt". De båda tidigare nämnda är nu döda men två musiker som i dag trakterar instrumentet väl är Per Runberg samt Anders Norudde. Professionella stråkharpebyggare är få, men en av dem är instrumentbyggare Leif Eriksson från Insjön.

## Utformning
Trots namnet är instrumentet inte av vad man sedan 1800-talet kallar harpatyp, utan av lyratyp, med strängarna löpande över den instrumentkropp som utgör resonanslåda med ett stall, som överför svängningarna till instrumentkroppen. Strängarna löper sedan över hålrummet i en ram, i vars bortre tvärslå stämskruvarna sitter. 

## Spelning
Instrumentet spelas med stråke. Stråkharpan hålls i knäet, med stråken i höger hand och vänster hand om ena ramstycket så att fingrarna kan förkorta strängarna där de löper genom luften med hjälp av fingrar eller naglar, och därmed ge olika tonhöjd. Strängarna förkortas alltså utan greppbräda.